# Kuruci

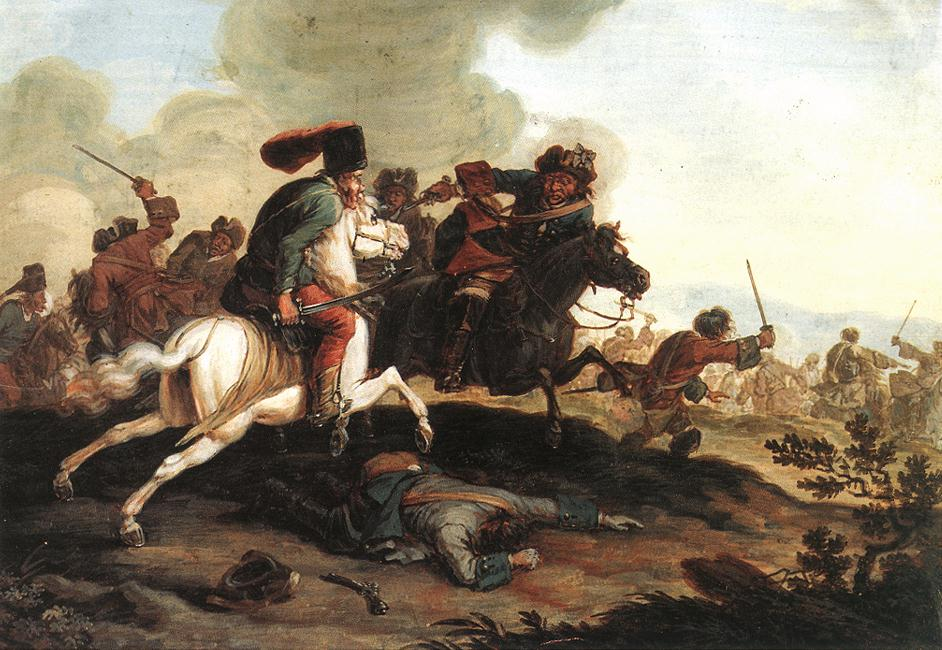
Kuruci v bitvě

Kuruci (maďarsky kurucok) byli v letech 1514–1711 protihabsburští povstalci v Uhersku. Termín byl intenzivně používán hlavně koncem 17. století, ale např. František II. Rákóczi tento termín pro označení vlastních vojsk nepoužíval. Protivníky kuruců byla vojska habsburské monarchie, zvaní též labanci.

## Původ termínu
Původ slova kuruc není dodnes uspokojivě vysvětlen. Podle Mateje Bela bylo slovo kuruc odvozeno z maďarského označení křižáků, resp. latinského crutianus, některé názory poukazují na možný původ z německého slova Kruztürken (doslova křesťanští Turci, ale i poturčení křesťané; Turci označovali tímto termínem uherské utečence zpod habsburské nadvlády). První kuruci byli původně příslušníci armády Jiřího Dóžy, kteří měli zasáhnout v rámci křižáckých vojsk proti Osmanské říši.

## Pozdější použití
V první polovině 18. století byl tento termín obecně používaný k označení vojáků uherské kavalérie (husaři), kteří sloužili v habsburské armádě, a to zejména v době války o rakouské dědictví (1740–1748), protože mnoho bývalých kuruců z Rákócziho povstání vstoupilo do habsburské armády po roce 1711.
Prusové byli také nazýváni kurucové, a to v maďarské literatuře. Důvodem tohoto podivného použití bylo, že pro všechny nepřátele Habsburků bylo používáno synonymum kuruc.
Na konci 18. století slovo vyšlo z užívání v běžném jazyce a stalo se výlučně historickým termínem pro rebely Rákócziho a Thökölyho. V současné maďarštině je termín kuruc někdy používán k označení maďarských radikálních nacionalistů. „Kuruc“ je také jméno krajně pravicové nacionalistické maďarské webové stránky.